# Friedrich von Pöck
Friedrich Freiherr von Pöck (Szobotist, 19 de agosto de 1825 – Feldhof, 25 de setembro de 1884) foi um oficial naval austro-húngaro que comandou a Marinha Austro-Húngara durante a segunda metade do século XIX. Ele nasceu na Hungria e entrou para a marinha em 1843, participando da Guerra dos Ducados do Elba em 1854 e da Guerra Austro-Prussiana em 1866, porém não chegou a entrar em combate em ambas. Pelos anos seguintes subiu pelas patentes e cargos até ser nomeado em 1871 como Comandante da Marinha Austro-Húngara e Chefe da Seção Naval no Ministério da Guerra.
Pöck foi incapaz de conseguir orçamento suficiente para expandir a frota austro-húngara, com seus repetidos pedidos pela construção de novos ironclads sendo negados pelos parlamentos austríaco e húngaro. Ele em vez disso precisou a recorrer a subterfúgios e navios e meios mais baratos para poder defender o litoral austro-húngaro. Para combater a baixa moral dos marinheiros, Pöck passou a enviar seus navios em mais missões diplomáticas no exterior. Ele sofreu uma grande crise nervosa no final de 1883 e foi forçado a se aposentar, morrendo apenas dez meses depois em setembro de 1884.

## Início de vida

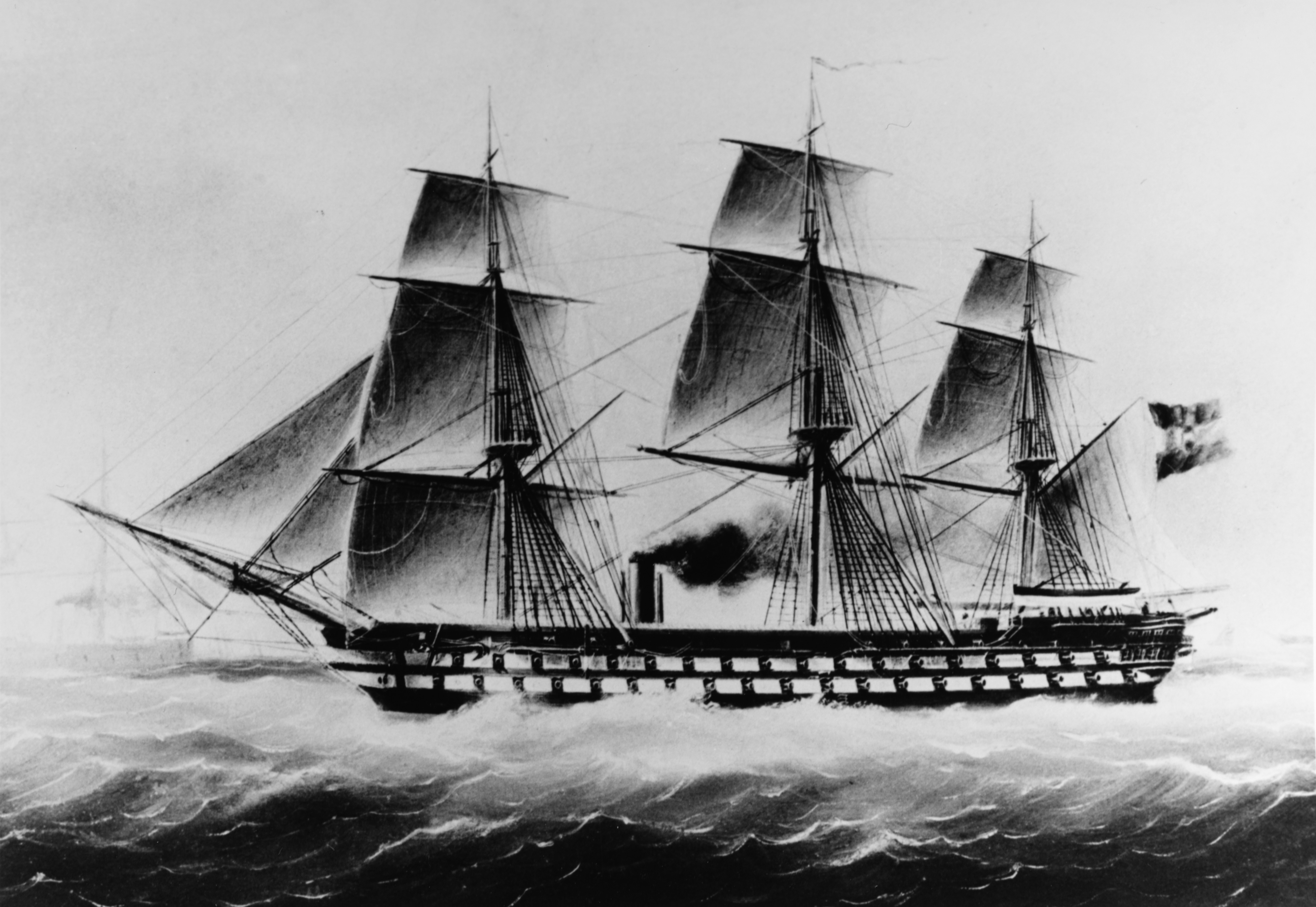
O Kaiser, navio que Pöck comandou na Guerra dos Ducados do Elba

Friedrich von Pöck nasceu em 19 de agosto de 1825 em Szobotist, na Hungria, então parte do Império Austríaco. Era filho do coronel barão P. von Pöck, oficial do Exército Austríaco, e sua esposa baronesa Marie Horeczky von Kraszna-Horka und Koricsan. Pöck estudou na austríaca Academia Naval de Veneza, formando-se em 1843. Ele logo se tornou um protegido do almirante barão Bernhard von Wüllerstorf-Urbair, depois de ter servido como seu imediato durante uma circumnavegação no final da década de 1850 a bordo da fragata a vapor SMS Novara.
Comandou o navio de linha SMS Kaiser em 1864 na Guerra dos Ducados do Elba, também sob Wüllerstorf-Urbair. Não participou de combates, pois uma esquadra sob o comando do então capitão de mar Wilhelm von Tegetthoff tinha furado o bloqueio dinamarquês na Batalha da Heligolândia. Pöck tornou-se o adjunto do arquiduque Leopoldo Luís, o novo chefe da marinha, após a aposentadoria de Wüllerstorf-Urbair. Nste período foi promovido a contra-almirante. Tegetthoff foi colocado no comando da frota na Guerra Austro-Prussiana, enquanto Pöck foi designado como oficial de ligação do arquiduque Alberto, Duque de Teschen em Vêneto.
Pöck tornou-se o comandante da frota quando Tegetthoff foi promovido a Chefe da Seção Naval no Ministério da Guerra, posição que manteve até janeiro de 1870, quando foi promovido a segundo em comando da marinha. Tegetthoff morreu em abril de 1871 e Pöck foi promovido para Comandante da Marinha e Chefe da Seção Naval.

## Comandante da marinha

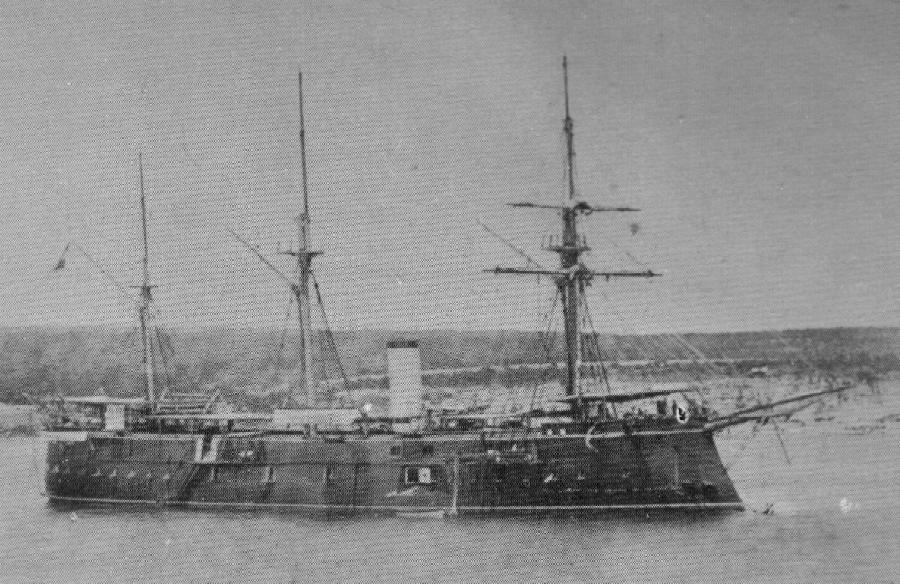
O, um ironclad construído depois de Pöck enganar os parlamentos austríaco e húngaro para conseguir um orçamento maior

Pöck enfrentou problemas orçamentários crônicos, muito em parte devido ao obstrucionismo de húngaros e alemães liberais nos parlamentos austríaco e húngaro, os primeiros por enxergarem questões navais como preocupações austríacas e os segundos por se oporem à expansão naval dada a ameaça menor por parte da Itália. Além disso, como Pöck não esteve envolvido na vitória de Tegetthoff na Batalha de Lissa em 1866, ele não tinha prestígio pessoal suficiente para conquistar o respeito dos dois parlamentos. Consequentemente, teve grandes dificuldades de conseguir orçamentos para novos navios ironclad. Pöck finalmente conquistou aprovação para o SMS Tegetthoff em 1875, porém não conseguiu convencer os parlamentos a alocar fundos para um navio irmão. Pöck, diante da falta de vontade parlamentar para fortalecer sua frota, precisou recorrer a subterfúgios para financiar as embarcações que necessitava. Em 1875 ele pediu e conseguiu dinheiro para "reconstruir" os três ironclads da Classe Kaiser Max. Na verdade, Pöck tinha vendido os navios para desmontagem, reusando apenas seus maquinários, blindagens e outros itens para construir três embarcações totalmente novas, que ele nomeou com os mesmos nomes das anteriores a fim de esconder o que havia feito.
O orçamento naval austro-húngaro continuou a cair, indo de 9,5 milhões de guldens em 1878 para oito milhões em 1880. Pöck continuou a pressionar por mais um ironclads, mas por 1880 isto era mais simbólico: ele incluiu um navio do tipo em suas estimativas orçamentárias para o ano, mas não alocou fundos. Ele acabou se virando para meios mais baratos de defender o litoral austro-húngaro, incluindo o desenvolvimento de minas navais e torpedos. Pöck encomendou o SMS Torpedoboot I, seu primeiro barco torpedeiro, no Reino Unido em 1875, seguido por mais cinco no Reino Unido e depois outros quatro de estaleiros nacionais. Na virada das décadas de 1870 e 1880 também encomendou os cruzadores torpedeiros SMS Zara, SMS Spalato, SMS Sebenico e SMS Lussin.
O comissionamento dos poderosos ironclads italianos da Classe Duilio em 1880 causou um temor naval na Áustria-Hungria, fazendo o imperador Francisco José I ordenar que uma comissão conjunta de exército e marinha avaliasse o problema. Pöck argumentou que a marinha deveria procurar paridade com a Marinha Real Italiana, que planejava construir uma frota de dezesseis couraçados até 1888. O arquiduque Alberto, nessa altura inspetor-geral do exército, afirmou que paridade era impossível e que a marinha em vez disso deveria se focar em táticas e armas defensivas. Em resposta, Pöck formulou um novo plano em 1881 que tinha a intenção de manter o número de ironclads em serviço, substituindo os quatro mais antigos até 1888. Dois seriam substituídos por navios novos, enquanto outros dois seriam "reconstruídos" como havia ocorrido com a Classe Kaiser Max. O plano foi aprovado pelos parlamentos, porém sua finalização foi adiada até 1892, o que reduziria os gastos navais anuais de 2,15 milhões de guldens para 1,7 milhões.
O pior golpe contra os planos de Pöck ocorreu em 1882, quando a Áustria-Hungria assinou a Tríplice Aliança com a Itália e Alemanha, o que removeu a ameaça de uma frota italiana hostil do outro lado do Mar Adriático. Os orçamentos para os novos navios autorizados sob o plano de 1881 depois disso foram consistentemente reduzidos nos orçamentos anuais. Isto adiou a substituição do decrépito ironclad SMS Salamander e a "reconstrução" do SMS Habsburg, que acabou nunca ocorrendo.
Pöck, a fim de combater a queda de moral diante da estagnação da frota, aumentou o número de embarcações enviadas para portos estrangeiros para representaram a Áustria-Hungria ao redor do mundo. Ele também enviou navios para explorações científicas no Mar Ártico entre 1872 e 1874 e depois de 1882 a 1883. Estes cruzeiros acumularam mais tempo no exterior para a Marinha Austro-Húngara do que qualquer outro momento de sua história. Pöck também começou experimentações com os novos barcos torpedeiros e no desenvolvimento de táticas para como usa-los. Ele realizou grandes manobras em setembro de 1882 para testar métodos de fazer com que essas embarcações menores se aproximassem o suficiente para atacar ironclads maiores e mais poderosos. Francisco José ficou impressionado com os exercícios e promoveu Pöck a almirante.
Pöck sofreu uma grande crise nervosa no início de novembro de 1883, exausto por mais de uma década no comando da marinha e pelas disputas com os parlamentos. Ele recebeu ordens para renunciar a se aposentar, com seu cargo ficando com o vice-almirante barão Maximilian Daublebsky von Sterneck. Pöck morreu dez meses depois, em 25 de setembro de 1884 em Feldhof. Seus esforços no final de vida acabaram dando frutos, com o substituto do Salamander tendo sua construção iniciada em janeiro de 1884 e sendo comissionado em setembro de 1889 como o SMS Kronprinz Erzherzog Rudolf. Sterneck também usou o mesmo subterfúgio orçamentário que Pöck tinha usado antes, construindo o ironclad SMS Kronprinzessin Erzherzogin Stephanie ao se apropriar dos fundos destinados para a reconstrução do SMS Erzherzog Ferdinand Max.